# سوباک

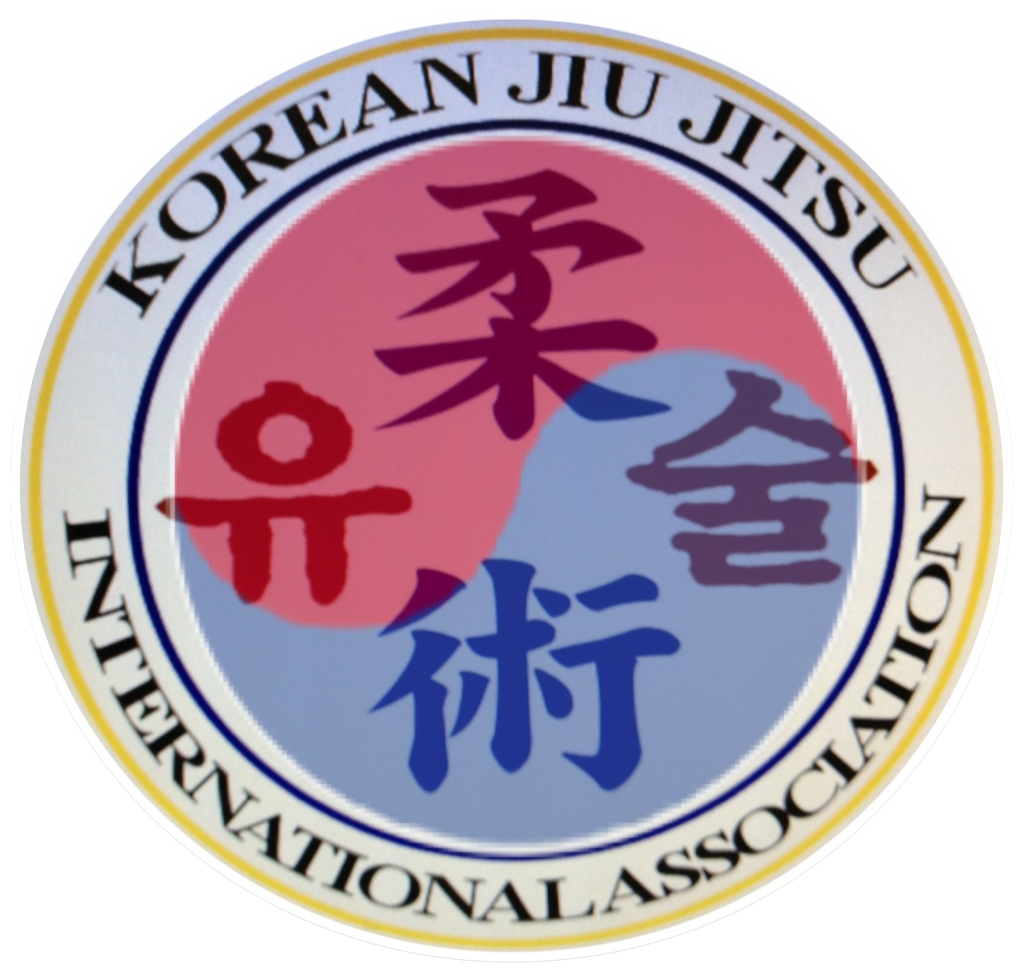
جوجیتسو کره ای

سوباک (手搏) یک هنر رزمی باستانی است که خاستگاه آن کره است. در این هنر رزمی از تکنیک‌ها و ضربات با دست خالی استفاده می‌شود. سوباک در کره برای اشاره به هر سبک مبارزه‌ای که از دست خالی در آن استفاده می‌شد، استفاده می‌گردید. این یک سَبک مبارزه متفاوت از «سوباک دو» است که یک هنر رزمی مدرن با همان تلفظ اما املای متفاوت است.
از نظر تاریخی، سوباک ممکن است به هنر رزمی قدیمی کره‌ای تککیون اشاره داشته باشد، اما مورخان هنوز مطمئن نیستند، زیرا اطلاعات کمی در مورد آن وجود دارد. با این حال، تأیید می‌شود که سوباک در دوران سلسله «یی» شکوفا شد. در زمان سلسله «یی»، کتابی برای آموزش این بازی به عنوان یک هنر رزمی منتشر گردید. از آن زمان، سوباک به تکامل هنرهای رزمی کره‌ای کمک کرده‌ است، که شامل هنر «یوسل» نیز می‌شود.
سوباک از قدیم الایام ضربات دست نوسانی داشته‌ است که در آن مبارزه‌گر بیشتر رو به جلو ضربه می‌زند. مشت از روبرو و سیلی‌های مستقیم، از شاخصه‌های بارز این سَبک است.